# 滋賀海軍航空隊

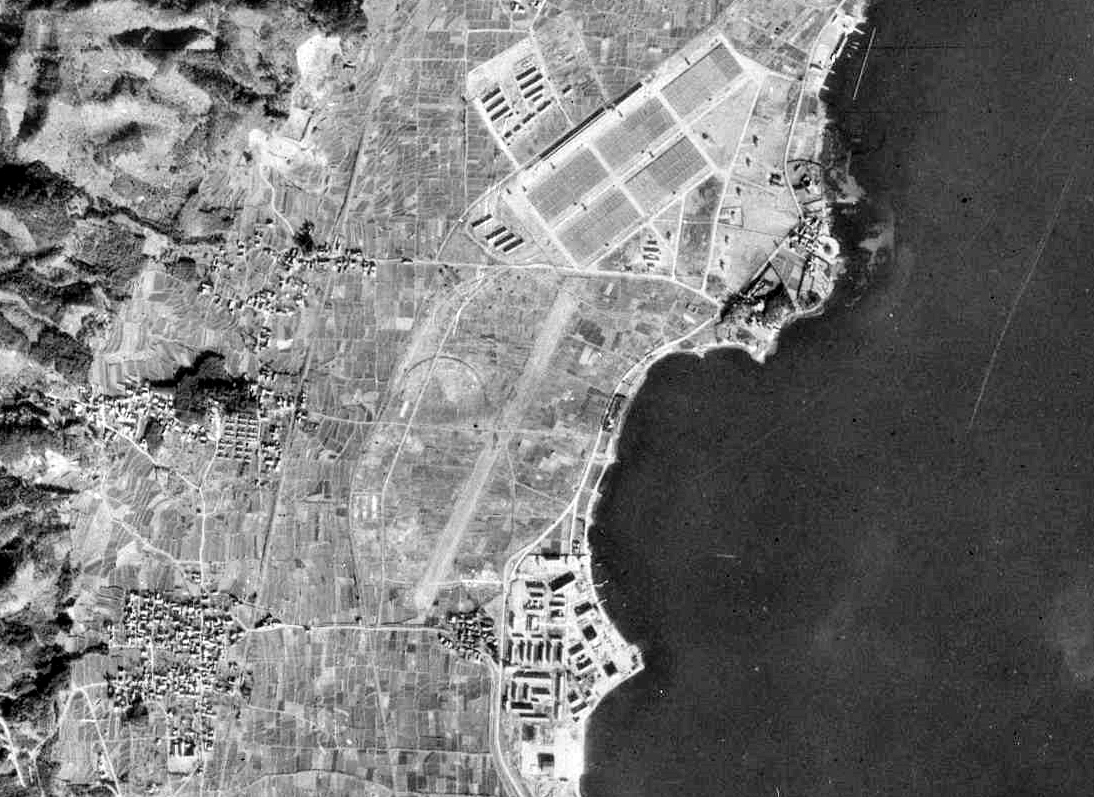
滋賀飛行場跡地の空中写真（1947年）

滋賀海軍航空隊（しがかいぐんこうくうたい）は、大日本帝国海軍の部隊・教育機関の一つ。滋賀県滋賀郡下阪本村本町（現在の滋賀県大津市滋賀里町）に所在した。一挙に増加した海軍飛行予科練習生甲飛第13・14期の生徒を教育するため太平洋戦争中に新設された予科練教育航空隊であったが最終的には甲飛第16期生まで入隊した。

## 概要
滋賀海軍航空隊は日本海軍航空隊の中で航空専科に特化し既に下士官教育を受けた唯一の航空隊であり将来の海軍省、予科練生の教育官になるエリートを輩出する為の教養実務訓練を身に付ける目的であったがマリアナ沖海戦の大敗北における戦局の悪化により海軍士官及びパイロット養成機関が短縮、 目的変更により最先端兵器を扱う特別攻撃隊に変わった。 先端兵器の使用で戦地に赴いた戦死者が約8割に昇った。戦死者が際立って多いのは昭和20年6月である。隊員達の多くは「滋賀海軍航空隊」を愛称で「滋賀空（しがくう）」と称した。
極秘基地であったために資料は極めて少ない。

## 歴史
日中戦争から始まり太平洋戦争の開戦と同時に海軍航空隊は真珠湾攻撃で大きな戦果を挙げ、時勢は其れまでの艦隊決戦から一挙に航空機による決戦に傾いてきた。 戦線の拡大とともに、航空隊要員の大増強が要求され、 ミッドウェー海戦の大敗北により航空艦隊の増強が不可欠となり予科練も大増強が要求された。これまで予科練教育を引き受けていた 土浦海軍航空隊・ 三重海軍航空隊・ 鹿児島海軍航空隊だけの施設ではパイロット育成は一気に逼迫状態となった。
1942年(昭和17年) 帝国海軍会議にて『水陸諸々施設ヲ急速整備ノ要ニシタル経費』の承認を受け基地建設の決定がされる。
「新大津市史　上」参照。1943年(昭和18年秋) 海軍省・施設本部より派遣された松本大佐は地権者、数十名を滋賀国民学校に召集し挨拶の後半『急いで調印をお願いしたい、調印が遅れ日本が敗戦した時には地主に責任があるとした』承認者は右側、不審者は左側にと指示があり、既に根回しをされていると思われる1番の大地主牛尾氏が右側に大きく立つと地権者の殆どが右側に立つも左側に不審の4〜5人が立った。憲兵が手帳を持って不審者の前に立つと恐怖に駆られる様に右側に移動し僅か30分で調印は終わった。滋賀海軍航空隊の用地買収だけでは無く同様な事例が散見する。正に「悲痛ナル思ヒ」で調印された。他でも「調印ニ応セサレバ非国民ナリト卓ヲ叩ヒテ激語スル」とある。
国難とはいえ地権者は悲痛な気持ちで調印をした事がうかがえる。
三重海軍航空隊の分隊として海軍省・司令部より海軍協会滋賀支部・在郷軍人会・勤労報国隊・学校報国隊等の協力を経て雑木林、農地、放牧地、 学校が有ったが短期間のうちに地権者等に協力を経て農作物の収穫が終了した晩秋に約170,000坪の広大な土地の整備60×1,200m滑走路・二段ベッドの宿舎併設の兵学校・ 格納庫・練兵場・機銃掃射訓練所・弾薬庫等を新設する。
滋賀海軍航空隊の基地建設は主に海軍陸戦隊の佐藤部隊一個大隊・勤労報国隊・入隊した予科練生等が建設にあたっていた。
農地、雑木林、放牧地等は海軍省が買収し、滋賀県立女子師範学校及び国民学校は移転となった。
1944年8月15日に正式に設置される。設置に際しては同年6月から三重海軍航空隊奈良分遣隊より予科練習生が転入し、7月1日にいったん三重海軍航空隊・滋賀分遣隊という名称が与えられていた。配属された隊員は、訓練の後特別攻撃隊員として転出していった。
付近には大津連隊区司令部・大津海軍航空隊・陸軍少年飛行兵学校、天虎飛行研究所、大戦末期の昭和20年7月比叡山山頂付近に櫻花特攻基地が新設途中に終戦となった 。
設置からちょうど1年後に終戦を迎え、同年11月限りで解散した。
湖西線唐崎駅前に、「滋賀海軍航空隊跡」と刻まれた記念碑が建立されている。

## 主要機種
訓練機としてグライダー、九三式中間練習機(赤とんぼ)、零式練習用戦闘機 。 整備員が配備・配属されたが練習機の不足により飛行練習教程に進めない生徒が続出する。 
昭和20年1月に水上戦闘機 強風 (航空機)が滑走路隣、琵琶湖に僅かな期間配属され。
昭和20年5月に鈴木部隊・九三式中間練習機(赤とんぼ)が配備される(機数不明)。
昭和20年7月に鈴木部隊・零式艦上戦闘機5機配備される。
アメリカ海軍省の昭和20年9月1日発表によれば、残存機は九三式中間練習機11機、零式艦上戦闘機5機、零式練習用戦闘機6機であった。

## 年表
- 1944年（昭和19年）
  - 4月　三重海軍航空隊・奈良分遣隊で新設する滋賀分遣隊の志願者を募集する[7]
  - 6月1日 - 施設一部未完成のまま、三重海軍航空隊の滋賀分遣隊として開隊[19][2]
  - 6月12日 - 甲飛13期予科練習生約1000名。三重海軍航空隊奈良分遣隊より転隊[20]
  - 8月1日・2日 - 甲飛14期生約1700名の奈良海軍航空隊(操縦分隊四・偵察分隊三)は基礎教育を済ませ転隊[21]
  - 8月3日 - 甲飛14期生の入隊式。その後、整備作業[22]
  - 8月9日 - 総員、汽車・汽船に乗車、日吉神社参拝・皇居拝礼[23]
  - 8月15日 - 分離独立し滋賀海軍航空隊となる[2]。西ノ宮海軍航空隊転入隊(人数不明)　　
  - 8月下旬 - 森本司令官は甲飛13期生に水中特攻の志願募集を募る。「マルヨシ＝震洋」・「マルロク＝回天」・「マルダイ＝桜花」志願用紙(熱望は◎・志望は〇・志願せず白紙、白紙多数訓示)を使用[24]
  - 8月30日 - 総員、琵琶湖にて水泳大会[25]
  - 9月3日 - 第一次水中特攻　海龍・蛟龍 100名。広島大竹潜水学校転隊[24]
  - 9月30日 - 飛行専修15期予備学生　約400名入隊
  - 10月1日 - 甲飛15期生　約3000名入隊
  - 10月3日 - 飛行専修2期予備生徒　約200名入隊
  - 10月？日 - 茨城県の神ノ池海軍航空隊(後の谷田部海軍航空隊)に38名が転隊[26]
  - 10月22日 - 飛行専修予備生徒の一部は隣接する「大津海軍航空隊」の基地を見学[27]
  - 10月25日 - 十九聯空司令官、巡視[28]
  - 11月15日 - 聯空司総司令官、隊内巡視[28]
  - 11月24日 - 総員、滑走路にて夜間戦闘訓練[28]
  - 12月7日 - 昼過ぎに地震あり（昭和東南海地震）[28]
- 1945年（昭和20年）
  - 1月1日 - 総員、住吉神社参拝・皇居に拝礼その後、滋賀海軍航空隊基地(航空隊神社参拝) [25]
  - 1月？日 - 陸軍戦闘機飛燕三式戦闘機 2機飛来し着陸するが1機は不時着失敗で火災。パイロットは別の飛燕に乗り込み離陸する。数十日後、陸軍のトラックが大破した飛燕を運ぶ[29]
  - 1月？日 - 水上戦闘機 強風 (航空機)が滑走路横の琵琶湖に配備[17]
  - 2～3月 - 甲飛14期生の偵察部隊は舞鶴沿岸防備隊に合流(人数不明)。石原飛行場建設（福知山海軍航空基地）に派遣(人数不明)。甲飛15期生の１部は峯山海軍航空隊の滑走路延長・地下壕工場に派遣(人数不明)[30]
  - 3月2日 - 司令・教員の解任式、着任式。新司令は別府明朋海軍少将・副長は原田耕作海軍大佐[3]
  - 3月5日 - 甲飛14期生総員は格納庫に集合、原田種壽中佐より訓示。予科練教育を中止し、福知山海軍航空基地の飛行場拡張に伴い局地戦闘機「紫電改」・「月光 (航空機) 」等の離着陸滑走路の整備。燃料・弾薬を山腹に壕を新設する等、格納庫建設作業に派遣。先発隊は3月9日出発(人数不明)[31]。甲飛15期生約3000名は舞鶴基地等の建設に派遣される[32]
  - 3月23日 - 航空工学・発動機理論の講習。総員各分隊に分かれ各分隊長より訓示[33]
  - 3月24日 - 総員、格納庫に集合。甲飛13・14期生は千葉県館山市の州ノ崎海軍航空隊で極秘兵器扱い約400名志願者募集の訓示[34][35]。戦局の悪化に飛行訓練及び飛行教育が中止になり整備作業が日課になる[36]
  - 3月？日 - 福知山海軍航空隊が滋賀海軍航空隊の分遣隊となる[20]
  - 3月25日 - 奈良海軍航空隊の志願者が滋賀海軍航空隊へ転隊。(志願者多数)
  - 3月26日 - 総員、格納庫前に集合。軍艦旗掲揚[37] 特攻訓示。兵舎にて特攻希望は「血判状」を提出。甲飛13期生の一部、326名は第二次水中特攻隊に転隊。甲飛14期生の約200名は水中特攻隊・特攻部隊(特戦隊は柳井潜水学校へ転隊) [38]
  - 3月27日 - 第一次特攻選抜海龍特別攻撃隊決まる(約10名)。第二次特攻選抜震洋特別攻撃隊(約60名)。第三次特攻選抜 秋水・桜花(ロケットエンジン・ジェットエンジン搭載特殊小型飛行攻撃機) 菊水特別攻撃隊(人数不明)[39]
  - 3月29日 - 州ノ崎海軍航空隊から戻った甲飛13期生(後期)731名、甲飛14期練習生（前期）214名特殊兵器搭乗員卒業[40]。一部では手旗・航空工学など[41]
  - 4月1日 - 甲飛16期生の前期生761人が入隊[42]（甲飛16期生全員で約1,000名入隊[43]）
  - 4月7日 - 土浦海軍航空隊予備学生300名転隊[44]
  - 4月10日 - ドイツ無条件降伏の噂が広がる。沖縄海戦で日本艦船が約390隻撃沈された報を聞く[45]
  - 4月12日 - 滋賀海軍航空隊員を乗せたトラックが由良川に転落事故、死者・負傷者35名[46]
  - 4月21日 - 各分遣隊から選抜された約300名が入隊[47]
  - 4月24日 - 甲飛14期生の約300名の一部が長崎県大村湾にある川棚海軍警備隊・第三特攻戰隊、臨時魚雷艇訓練所にて震洋特別攻撃隊・伏竜攻撃隊隊に転隊。 水中特攻隊は広島県呉市の倉橋島大浦先P基地・Q基地に転隊・後の小豆島突撃隊に転隊。 甲飛13期生は土浦海軍航空隊と共に水中特攻隊に転隊(人数不明)[48]
  - 5月1日 - 海軍航空本部は特殊攻撃機・ネ20ジェットエンジン搭載桜花 43乙型のカタパルトによる射出訓練用地を滋賀海軍航空隊の案内で比叡山延暦寺と滋賀空基地を視察。[4]。桜花の輸送に比叡山鉄道のケーブルカーおよび軌道敷は滋賀海軍航空隊が接収し改良を行う。[49][50]
  - 5月18日 - 海軍航空本部より比叡山のカタパルト工事の施工の発令が出る。極秘基地の為、一般登山者は入山禁止。比叡山延暦寺の僧も山門から出る事は禁止。施工は滋賀海軍航空隊の整備科分隊が約100名受け持つも地盤が硬く計画が遅れ、その間50名が追加で加わりコンクリート基礎の完成は7月になる。[50]
  - 5月？日 - 滋賀海軍航空隊基地滑走路南側に桜花43乙の滑空後の滑走路、トロッコ用線路3本を造成する。従来1200mの滑走路も2000m迄延長する[51]。第七二五海軍航空隊神雷部隊は美保海軍航空隊より九三式中間練習機を滋賀海軍航空隊基地内に配備する(機数不明)[18]
  - 5月？日 - 甲飛13期生の約100名は千葉県の洲ノ埼海軍航空隊にてイペリット、ルイサイト等の化学兵器を習うため転隊。教科書は授業が終わる度に回収された[52]
  - 5月27日 - 海軍記念日 [53]　
  - 6月1日 - 甲飛13期生（後期）宝塚海軍航空隊から転隊（航空特攻・456名)[54]。甲飛15期予備学生、海軍砲術学校館山分校[55]に転出(人数不明)[56]
  - 6月10日 - 甲飛14期生の卒業式。舞鶴沿岸防備隊と福知山海軍航空隊に派遣されていた甲飛14期生が戻る[55]
  - 6月15日 - 甲飛13期生の一部と宝塚海軍航空隊から転隊した志願者約800名が「航空特攻　伊吹部隊」を編成する。残りの甲飛13期生が下級生の教官となる[54]
  - 6月18日 - 一部を除いて予科練練習教育廃止[42](本土決戦のため)。新任の脇坂大隊長より予科練教育訓練廃止と本土決戦の訓示[57]
  - 6月20日 - 2期予備生徒、砲術学校館山分校に転出(人数不明) [58] 。茨城県の谷田部海軍航空隊の特攻志願者83名は滋賀空に編隊しその後、第七二五海軍航空隊に編入[18]
  - 6月2？日 - 甲飛14期練習生の一部、三重空経由でロケットエンジン搭載の秋水野辺山海軍航空隊に転隊(人数不明)[58]
  - 7月1日 - 伊吹部隊の一部は新たに結成されジェットエンジン搭載の桜花43乙型第七二五海軍航空隊（神雷部隊)に入隊(人数不明)[59]。伊吹部隊(近江隊1・2・3隊)は滋賀県高島市の陸軍の船木飛行場。伊吹部隊(山城隊1・2隊)は京都木津川の河川敷、グライダーの操縦訓練で合格した者は一旦、滋賀空に戻り比叡山の桜花特攻部隊の秘密基地の神雷部隊に転隊[60]。伊吹部隊(播磨隊1・2隊)は兵庫県社市の嬉野飛行場に編成され其々に桜花の特攻グライダー操縦訓練に入る。(人数不明)[61]
  - 7月4日 - 甲飛15期生・甲飛16期生は「太湖特攻隊」と命名され比叡山の宿坊に駐留し[60]、比叡山山腹にある桜花のカタパルト地下壕掘りと警備に着く[62]
  - 7月6日 - 甲飛16期生(太湖特攻隊) は1区練兵場にて岡田少尉より「ただれ瓦斯(マスタードガス)」化学兵器の訓練を受ける(人数不明) [63]
  - 7月10日 - 滋賀海軍航空隊滑走路に紫電 6機着陸するが1機が脚折れ大破する[64]
  - 7月20日 - 桜花・４３乙型（陸上射出機発射型）の搭乗員訓練部隊として開隊したが移駐し、比叡山上に比叡山特攻基地の準備[65]
  - 7月23〜26日 - 海軍航空本部より滋賀海軍航空隊に邀撃・戦闘禁止令が出る[66]
  - 7月25日 - 神の池海軍航空隊基地より(鈴木部隊)桜花基地への約40名の整備員・搭乗員が入隊する[67]。元「第七二五海軍航空隊」より鈴木部隊「神雷部隊」に零式艦上戦闘機1機飛来し滋賀空の滑走路に配備する[17]
  - 7月27日 - 鈴木部隊(第七二五海軍航空隊)は残りの零式艦上戦闘機3機を配備する[18]
  - 7月28日 - 大津空襲とほぼ時を同じくして早朝、1部の訓練生は朝食の最中に空襲のサイレンがなり総員退避と対空戦闘のラッパが鳴り騒然となり兵舎に機関砲を浴びるP-51、米空母艦隊ベロー・ウッドから飛び経った米軍艦載機F4Uコルセアが数機飛来し滋賀海軍航空隊基地が機銃掃射を浴び、空から薬莢が降って来る。多くの予科練生は防空壕・塹壕・トンネル等に避難する[68]。 10時15分、ベロー・ウッドを発艦した艦載機グラマンF6Fヘルキャット第四エイブル掃討隊・第六イージー掃討隊10機が昼頃に滋賀海軍航空隊に機銃掃除を掛け零式練習用戦闘機1機被弾する[69]。隣接する「大津海軍航空隊基地」機銃掃除を受け被弾する[4]
  - 7月30日 - 大津空襲とほぼ時を同じくして昼過ぎと午後4時頃、アメリカ軍の爆撃機・ボーイングB29と米空母艦隊ハンコックから飛び経った艦載機グラマンF6Fヘルキャットが7機編隊で波状攻撃で滋賀海軍航空隊施設が機銃掃射とロケット弾を受ける。13㎜対空射撃で応戦するもB-29より爆弾が四発投下され第二浴室・第四炊事所・第三庁舎・士官兵舎・第一兵舎・第二兵舎・配電所・バス停等が被爆する[70]。昼過ぎに滋賀海軍航空隊施設に機銃掃射、夕方に再び艦載機グラマンF6Fヘルキャットが編隊で波状攻撃。機銃掃除とロケット弾14発の攻撃を受け夕方から総員で復帰作業に入る[71]。軽傷者1名[72]。伊吹部隊(近江隊)も船木飛行場でF6Fヘルキャットより機銃掃除を受ける[73]
  - 8月初旬 - 甲飛13期生の一部は山口県防府市の防府通信学校に派遣(人数不明)[74]
  - 8月11日 - 茨城県の百里原海軍航空隊より航空専科教程を終えた十数名が滋賀空の第七二五海軍航空隊に編入[75]
  - 8月15日 - 日本敗戦
- 甲飛15期生、572名は京都府京丹後市にある峰山海軍航空隊の基地整備作業に派遣され派遣先で終戦を迎える[76]。

- 比叡山のカタパルトと桜花43乙型

- 桜花43乙型の操縦訓練は比叡山山腹に掘られた秘密基地の発射場よりカタパルトにて飛び立った桜花は、滋賀海軍航空隊が延長した滑走路に着陸し、滋賀空が回収し新設された軌道 (鉄道)で比叡山の麓まで運び比叡山のケーブルカーで引き揚げ、秘密基地の発射場まで戻る計画だったが秘密基地及びカタパルト設置と桜花43乙型製造が難航し発射訓練前に日本が敗戦となり後に米軍によって比叡山の秘密基地とカタパルトは爆破、破壊された。
  - 8月20日 - 総員、実弾訓練[77]
  - 8月31日 - 甲飛16期生が除隊[78]
  - 9月1日 - 復員の日程が決まる[79]
  - 9月15日 - 総員、朝より復員の準備[79]
  - 11月？日 - 滋賀海軍航空隊　解隊
  - 11月30日 - 元滋賀海軍航空隊基地に米国軍第136連隊の約3,000名が駐屯する[80]
- 1957年（昭和32年）
  - 翌年にかけて、元滋賀海軍航空隊基地が日本に返還となる[81]
- 1959年（昭和34年）
  - 8月 - 元滋賀海軍航空隊の機銃掃射訓練場は陸上自衛隊 大津駐屯地、第四陸曹教育隊の射撃訓練所となり現在に至る[82]。その他の元滋賀海軍航空隊基地は大津市に払下げられ、運動公園・体育館・陸上競技場・県立大津商業高校・小学校・幼稚園・保育園となる[83]

## 司令
- 森本丞少将[84]鹿児島海軍航空隊へ、倉敷海軍航空隊[3]。
元 飛鷹 (空母)艦長。浦戸海軍航空隊司令より。
- 別府明朋少将[84]
元・千代田艦長
- (副)原田種壽中佐[85][86]。
- (伊吹部隊)柴正文大尉[87]
第七二二海軍航空隊司令より。
- 鈴木部隊(第七二五海軍航空隊)
鈴木正一中佐[18]